# Áreas protegidas de Turkmenistán

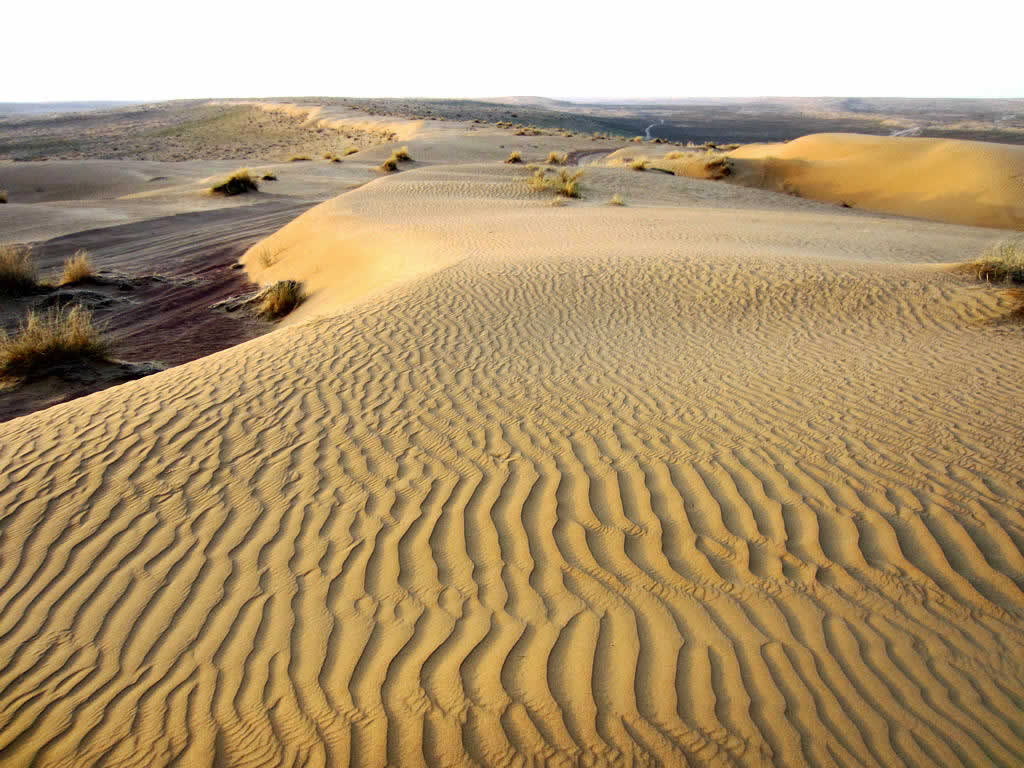
Reserva natural de Bereketli Garagum, en el desierto de Karakum

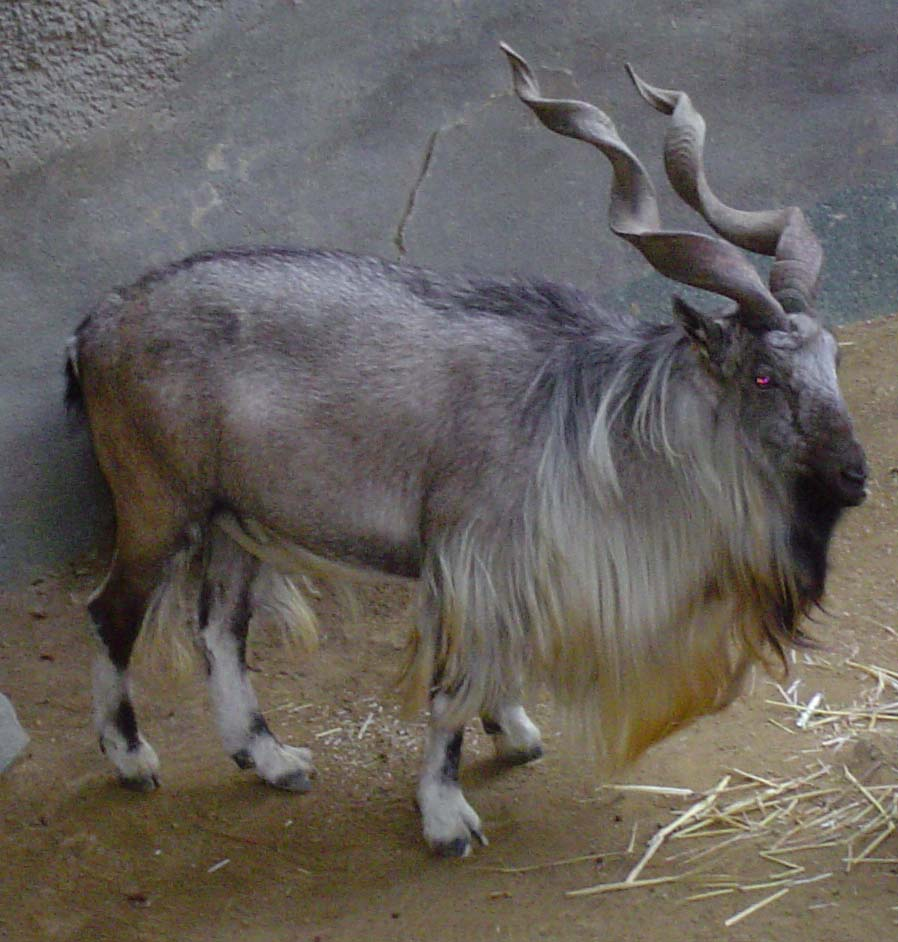
Capra falconeri hepteneri, conocido como Bukharan markhor, cabra antílope cuya presencia solo se da en Tayikistán, Pakistán, Turkmenistán y Uzbekistán y posiblemente en Afganistán. Se encuentra en la Reserva natural de Köýtendag, aunque la foto es del zoo de Los Ángeles.

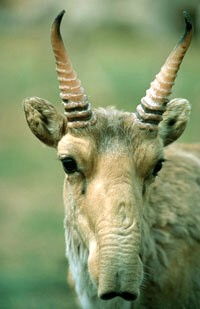
Antílope saiga

En Turkmenistán hay 32 áreas protegidas que ocupan una superficie de 15.336 km², el 3,25% del territorio, además de 2.332 km² de áreas marinas, el 3% de los 77.885 km² que pertenecen al país. Hay 8 reservas naturales estatales, 3 zakáznik, 9 zapovédnik y 10 santuarios de la naturaleza o reservas parciales. Un zakáznik es un tipo de área protegida donde se han limitado ciertas actividades económicas, como extracción de madera, minería o pastoreo. Un zapovédnik es un área protegida por su relevancia como memoria colectiva de la sociedad en la zona de influencia de la Unión Soviética.

## Reservas naturales

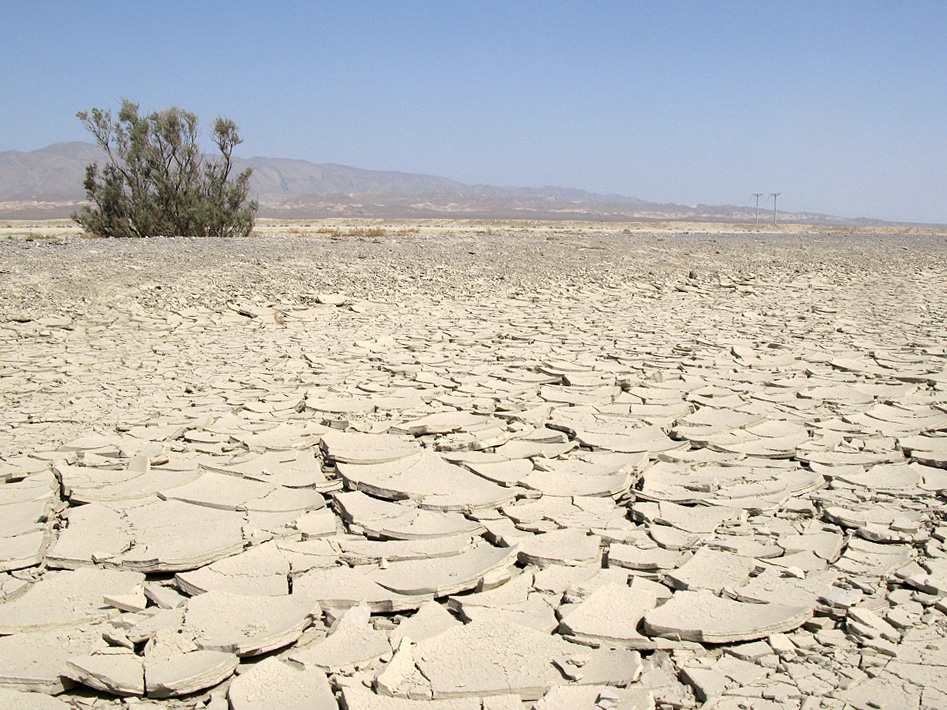
Desierto de Karakum

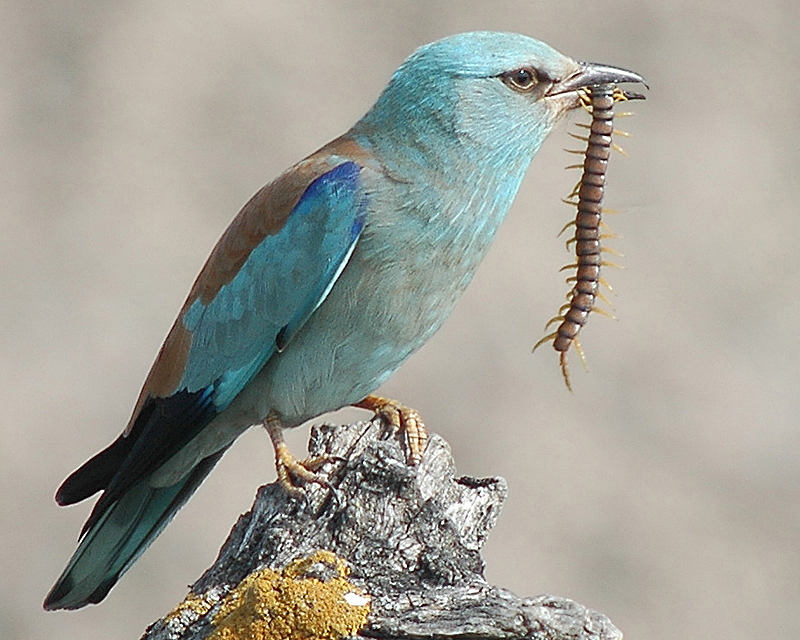
Carraca europea, presente en la reserva de Repetek.

- Reserva estatal de la biosfera de Repetek, 346 km². Al sudeste del desierto de Karakum, en la provincia de Lebap, cerca del río Amu Daria, 70 km al sur de Türkmenabat. Es famosa por sus zemzen, varanos del desierto. Se creó en 1928 para el estudio y la preservación del ecosistema del desierto arenoso. Consiste en extensas áreas de dunas de arena de 15 a 20 m de altura y amplios valles. Es una de las regiones más cálidas de Asia Central, con temperaturas que oscilan entre los 7,3.oC de media en enero y los 39,8.oC de media en julio, con unas precipitaciones anuales de 42 mm. La flora consiste en 21 tipos de árboles y 104 de hierbas. En las arenas crecen, entre otros, el raro Ammodendron conollyi y el Calligonum, mientras el saxaúl (unas 1470 ha) crece en las arenas fijas. Es un área de importancia para las aves (IBA), con la gama completa de aves del desierto de Karakum, y desde 1979 es Reserva de la biosfera de la Unesco. Tiene una importante población de gacela persa y alberga aves migratorias como el pelícano ceñudo, además del pigargo de Pallas, el buitre negro y la carraca europea, entre otras.[2]

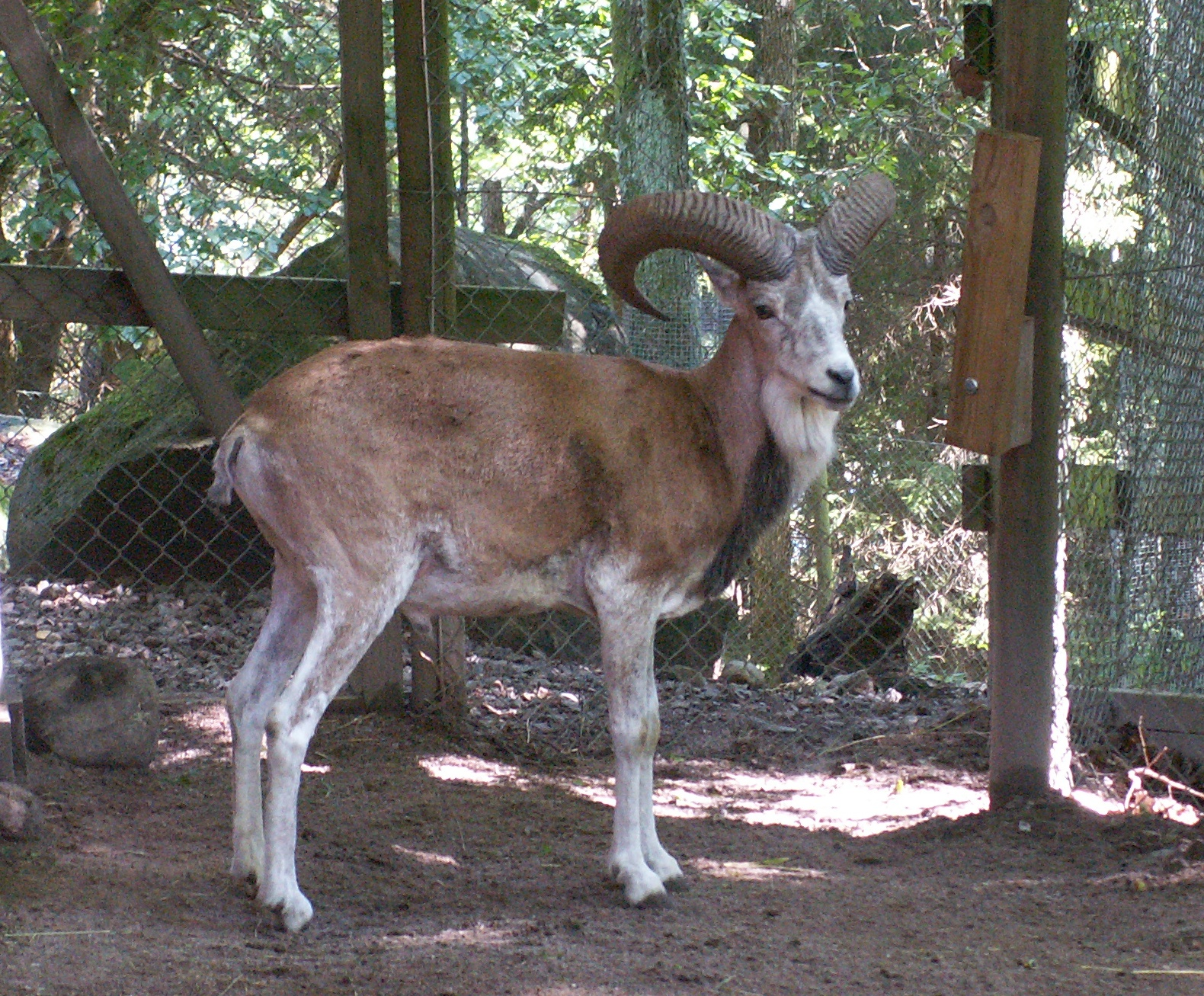
Urial de Bujara en el zoo de Nordens Ark, en Suecia.

- Reserva natural estatal de Hazar, 2690 km². Es un grupo de áreas protegidas en la costa sudeste del mar Caspio, provincia de Balkan, que cubre las bahías de Turkmenbashi, Balkhan, North Cheleken y Mikhailov. Están rodeadas por playas de arena y conchas, y hay varias islas, entre ellas, la isla de Dagada, de 120 ha. El clima es continental, con 100-120 mm de lluvia anual y temperaturas medias que van desde los -4.oC en enero a los 28.oC en agosto, con máximas qu superan los 40.oC y heladas durante tres meses. Hay una importante población marina de Zostera y otras plantas acuáticas, con unos cuarenta tipos de algas. Al norte, se encuentra la población de Turkmenbashi, de unos 80.000 habitantes, con la refinería de petróleo más grande del país. En 1994, se añadió a la reserva el santuario de Ogurjaly, que incluye la isla de Ogurja Ada, de 45 km², con unos 47 km de longitud y 3 km de anchura máxima. Incluye también la zona sur de la costa, frente a Esenguly. Es un área de importancia para las aves (IBA). El número de aves migratorias que cruzan el sur del mar Caspio se cuenta por millones anuales, aunque es fluctuante. Entre las especies dominantes, la focha común, el ánade real, el pato colorado, el porrón europeo, más de 25.000 flamencos, etc., hasta 269 especies.[3]

- Reserva natural estatal de Badhyz, 877 km². Al sur del desierto de Karakum, en las provincias de Mary y Ahal. El paisaje consiste en grupos de colinas de 20 a 200 m, en una parte del desierto más húmeda, entre 130 y 420 mm anuales con un caluroso verano. Incorpora tres santuarios naturales desde 1956: Çemenebit (120 km²), Gyzyljar (300 km²) y Pulhatyn (150 km²). La reserva es importante para el asno salvaje asiático u onagro. También hay urial, gacela persa y jabalí, y entre los depredadores, leopardo de Persia, hiena rayada, lobo, zorro común y gato salvaje asiático. El guepardo asiático no se ve desde los años 1960.

- Reserva natural de Köpetdag, 497 km². Creada en 1976 para proteger la flora y la fauna indígenas en la zona central de la cordillera de Kopet Dag. Incorpora dos santuarios: Mäne-Çäçe y Guryhowdan, para proteger el kulan turcomano, así como dos monumentos naturales, Garaýalçy, un bosque de nogal de 20 ha, y Çarlyk, un bosque de pistachos de 20 km².[4]

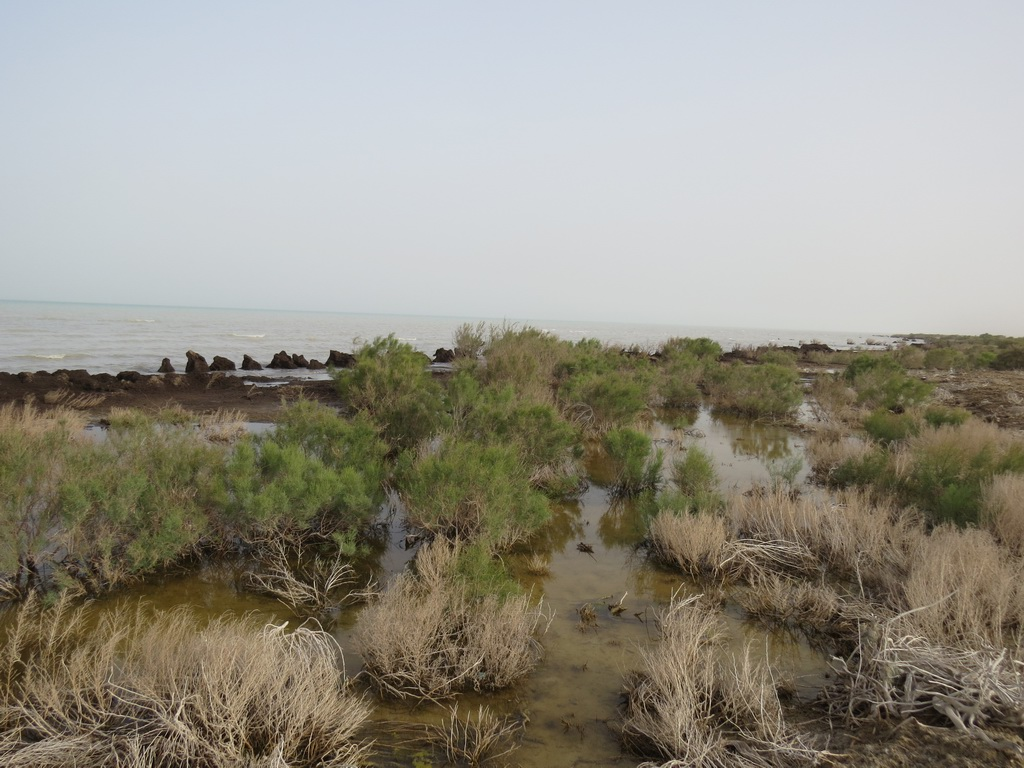
Vista del lago Sariqamish.

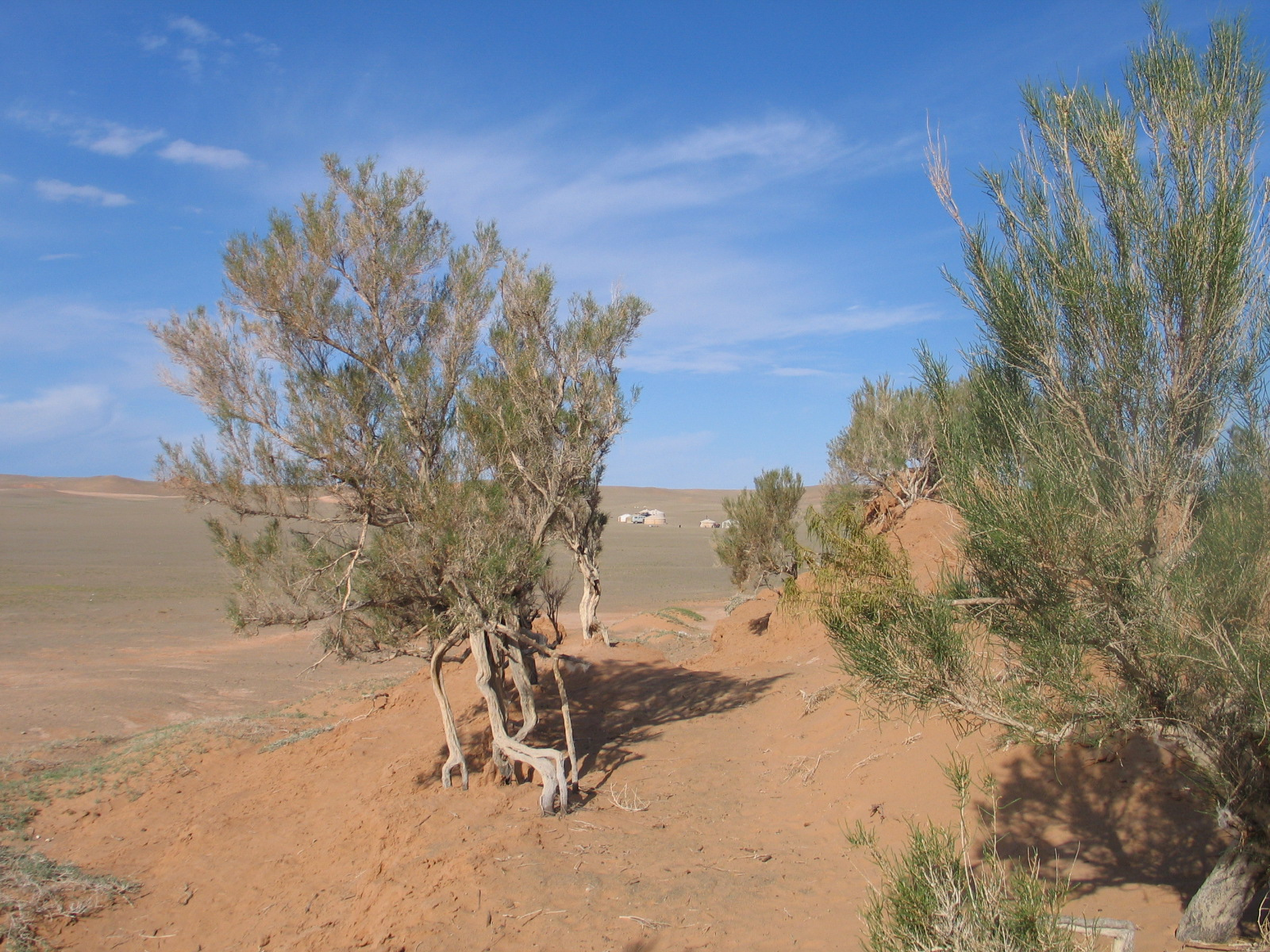
Saxaúl, una amarantacea propia de los desiertos salinos del Turkestán.

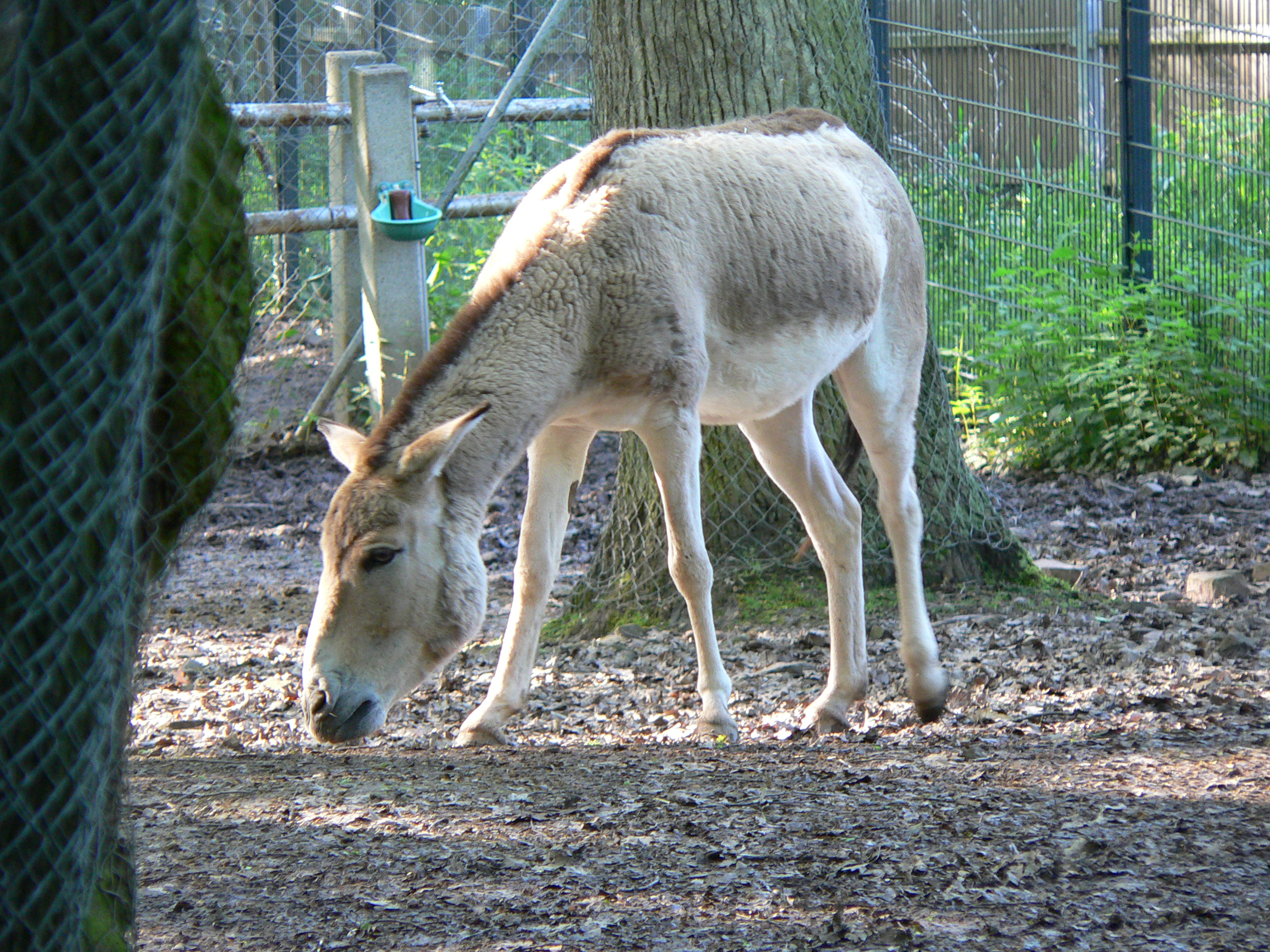
Kulán turcomano en el zoo de Tierpark, en Pforzheim.

- Reserva natural de Syunt-Hasardag, 303 km². Al sudoeste de las montañas Kopet Dag, entre Turkmenistán e Irán. El río Sumber, tributario del Atrak, divide la zona en dos partes, norte y sur. El cauce discurre entre los 1900 y los 300 m de altitud, en la parte alta forma gargantas en las que crecen bosques de galería, y en las mesetas la vegetación es esteparia, con lluvias entre noviembre y abril, y muy escasas en verano, con temperaturas de 35 a 45.oC. de los 245 km de longitud del río, los primeros 95 son área de importancia para las aves (IBA). En el tramo medio del río, más abierto, hay algunas aldeas con huertas y campos de cultivo. Hay más ganadería de la sostenible y en las zonas esteparias se cultiva trigo. La importancia de la zona radica no solo en los bosques de hoja ancha del Caspio que aun resisten, sino en que el lugar contiene un gran número de especies salvajes de las plantas cultivables más conocidas, como manzanos, nogales, pistacheros, perales, rosales silvestres, almendros y cerezos, así como trigo, avena, cebada, centeno y otros cereales y legumbres. Entre los animales que viven en las poco pobladas montañas se encuentran el amenazado leopardo de Persia, el lince del Turquestán, la hiena rayada, la cabra salvaje turkmena, el urial, una variedad de nutria europea y el roedor Myomimus personatus. Entre las aves, el buitre negro, el halcón sacre y el cernícalo primilla, y más propias del lugar la perdiz gorgigrís, el trepador rupestre oriental y la collalba de Finsch, entre otras.[5]

- Reserva natural de Gaplaňgyr o Kaplankyr, 2.822 km². En la meseta de Gaplaňgyr, al sur de la meseta de Ustyurt, al noroeste de la provincia de Daşoguz, en la frontera con Kazajistán y Uzbekistán. Está en la unión de dos desiertos. Aquí se encuentran 26 especies de mamíferos, 147 de aves y 918 de plantas. Hay gacelas, una especie de muflón (Ovis orientalis cycloceros), el ratel (un mustélido), con una importante población de antílopes saiga que migran aquí desde Karakalpakstan en invierno. También incorpora dos santuarios, Sarygamyş, para proteger las playas del lago Sariqamish, y Şasenem, para la cría del kulan turcomano.

- Reserva natural estatal de Amudarya, 495 km². Está dividida en tres zonas separadas en el cauce medio del Amu Daria: Nargiz (45 100 ha), Gabaklinskiy (1 200 ha) y Gereldinskiy (2 200 ha), que comprenden llanuras aluviales, elevaciones y bancos de arena, y panes de sal en las tierras bajas de Turán. Incluye parte del Amu Daria, donde hay esturiones y lucios. Entre los animales hay jabalí, ciervo de Bujara y 104 especies de aves, entre ellas el faisán común y el hipocolio. La frontera nororiental y oriental, a lo largo de 62 km, linda con Uzbekistán. La zona de Nargiz es de importancia para las aves (IBA), hay especies amenazadas como el pelícano ceñudo, además de la carraca europea, el cormorán grande, el carbonero común, el pico aliblanco, el alcaraván común y el búho real. Hay 59 especies de aves mgratorias.[6]

- Reserva natural de Koytendag o Kugitang, 271 km², en el extremo oriental del país, en el macizo de Köýtendag, hogar del raro marjor tayiko (Capra falconeri heptneri). También se encuentran lince, oso y leopardo, además de 143 especies de aves y un millar de especies de plantas de las que 40 son endémicas. Kugitang significa 'montaña casi infranqueable'. Entre los monumentos paleontológicos se halla la llamada meseta de los dinosaurios, con unas 400 huellas de megalosaurios del periodo Jurásico, de 150 millones de años. Aquí se encuentra la montaña más alta del país, Air Baba, de 3137 m. Entre los profundos cañones destacan el de Hodjachilgazbaba, con 28 km de longitud, y el de Daraya, con paredes de 600 m.[7][8] Comprende cuatro santuarios: Garlyk (cuevas kársticas, ónix), Hojapil, Hojaburjybelent (bosque protegido de pistachos originales) y Hojagarawul (gargantas).

- Reserva natural de Bereketli Garagum, 870 km². En la provincia de Ahal, al sur del desierto de Karakum. Tiene características parecidas a la Reserva estatal de la biosfera de Repetek.[9]

## Santuarios de la naturaleza
- Çemenebit, en la Reserva natural estatal de Badhyz
- Gyzyljar, en la Reserva natural estatal de Badhyz
- Pulhatyn, en la Reserva natural estatal de Badhyz
- Mäne-Çäçe, en la Reserva natural de Köpetdag
- Guryhowdan, en la Reserva natural de Köpetdag
- Sünt-Hasardag, en la Reserva natural de Sünt-Hasardag
- Sarygamyş, en la Reserva natural de Gaplaňgyr
- Şasenem, en la Reserva natural de Gaplaňgyr
- Kelif, en la Reserva natural estatal de Amudarya
- Hojaburjybelent, 316 km², bosques de pistachos, en la reserva natural de Koytendag
- Hojapil, 175 km², en la reserva natural de Koytendag
- Garlyk, 400 km², cuevas kársticas, en la reserva natural de Koytendag
- Hojagarawul, 60 km², bosques y gargantas, en la reserva natural de Koytendag
- Ogurjaly, en la isla de Ogurja Ada, en el mar Caspio.